# Tabernáculo Batista
O Tabernáculo Batista é um templo evangélico localizado na Praça Mouzinho de Albuquerque, 193 - rotunda da Boavista, na cidade do Porto, Portugal, sede da Primeira Igreja Batista do Porto, a mais antiga do país, organizada de forma oficial no dia 20 de dezembro de 1908, numa casa sita na rua da Travagem (zona de Francos). Este templo só foi construído e inaugurado oito anos mais tarde, a 13 de fevereiro de 1916, decorria a Primeira Guerra Mundial. A 13 de Fevereiro de 2016, celebrou o seu primeiro centenário.
A sua construção foi financiada pelo comerciante inglês Joseph C. Jones, e pelas ofertas voluntárias dos crentes e amigos, o que influenciou na adoção de uma arquitetura similar à do Tabernáculo Metropolitano de Londres.
O Tabernáculo Batista também [carece de fontes?].